# Daniel Borrillo
Daniel Ángel Borrillo es un intelectual argentino, nacido en Buenos Aires en 1961, especializado en el estudio del derecho y los derechos de los homosexuales. Actualmente es profesor de derecho privado en la Universidad de París Oeste Nanterre La Défense y miembro del Centro de Investigación y estudios de los derechos fundamentales.

## Biografía
Nacido en una familia modesta comenzó a trabajar en una tienda de zapatos a la edad de 16 años para financiar sus estudios. Tras el bachillerato ingresó en la facultad de derecho de la Universidad de Buenos Aires. Convencido de que solo la restauración de la democracia sacaría a la Argentina de los oscuros años de dictadura militar, vio en la ley una garantía de las libertades individuales y un arma contra de la arbitrariedad de los gobernantes. Participando activamente en la resistencia contra la dictadura militar se arriesgó a perder su trabajo en el Tribunal de Cuentas (donde trabajó desde su primer año universitario) y a ser expulsado de la facultad de derecho.
A los 24 años se licenció como abogado y obtuvo una beca para estudiar en Washington. Allí se especializó en sociología y filosofía del derecho y se mudó a Francia en 1987. En 1992 realizó su tesis doctoral sobre la propiedad reflexiva (L’homme propriétaire de lui même?, ¿El hombre se posee a sí mismo?) en la Universidad de Estrasburgo y obtuvo un puesto como profesor de Derecho en la Universidad de París X Nanterre. Fue galardonado por la Fundación de Francia por su trabajo científico, y también recibió una beca de la Comisión Europea para un posdoctorado en el Consejo Superior de Investigaciones Científicas en Madrid, donde trabajó en las implicaciones jurídicas del desarrollo científico (regulación de la genética humana y patentabilidad de las innovaciones biológicas).
Tras la muerte de su mejor amigo se unió a la lucha contra el sida. En 1995 se hizo voluntario de la asociación AIDES, creada por Daniel Defert tras la muerte de su compañero Michel Foucault. Su activismo y su trabajo de investigación jurídica sobre el VIH le permiten desarrollar varios estudios y acciones políticas a favor de los seropositivos. Los testimonios de cientos de usuarios que acudían al departamento legal de la asociación impulsaron a Daniel Borrillo a comprometerse con la igualdad de las minorías sexuales. Fue el primer abogado en Francia en reclamar el derecho al matrimonio para las parejas del mismo sexo. Publicó varios libros sobre homosexualidad que se convirtieron en referencia internacional, pero también constituyeron un obstáculo para su carrera universitaria. Para evitar la presión de sus colegas académicos, decidió solicitar un puesto delegado en el Consejo Superior de Investigaciones Científicas para poder continuar tranquilamente su trabajo académico. Su análisis de la homofobia le llevó a ampliar sus investigaciones hacia el sexismo, el antisemitismo, el racismo y otras formas de marginación social y cultural.
Como intelectual comprometido, Daniel Borrillo fue uno de los promotores junto a Didier Eribon del "Manifiesto por la igualdad de derechos" de 2004 que conduciría a la primera unión entre personas del mismo sexo de Francia, celebrada por el teniente de alcalde de Bègles, Noel Mamère.

## Docencia
Daniel Borrillo tiene dos seminarios de investigación, uno a la derecho de la sexualidad en el ámbito del grado de Máster en Derechos Humanos de la Universidad de París X-Nanterre, y el otro de políticas públicas de igualdad de oportunidades y lucha contra la discriminación en un laboratorio del CNRS en París.
También enseña derecho privado francés, derecho civil español y traducción jurídica. Ha sido profesor en las universidades: Carlos III de Madrid (España), del Estado de Río de Janeiro (Brasil), Boston College (EE. UU.), Universidad de Potsdam (Alemania), Universidad McGill (Montreal, Canadá), el King's College (Londres), Universidad Daito Bunka (Tokio, Japón), Universidad de Buenos Aires (Argentina), Instituto Universitario Europeo de Florencia (Italia), la Universidad Laval (Quebec) y la facultad de Derecho de Campos (Brasil).

## Obras
- Sida et droits de l'homme: L'épidémie dans un État de droit (Dir. con Anne Masseran), Actes d'un séminaire Gersulp, Université Louis Pasteur, Strasbourg, 1990.
- Science et Démocratie, Presses Universitaires de Strasbourg, mayo de 1993.
- Genes en el Estrado: Límites jurídicos e implicaciones sociales del desarrollo de la genética humana. Consejo Superior de Investigaciones Científicas, col. “Polyteia”, Madrid, diciembre de 1996.
- Homosexualités et Droit: de la tolérance sociale à la reconnaissance juridique, (Dir. D. Borrillo) Presses Universitaires de France, coll. “Les voies du droit”, París, mayo de 1998.
- L’Homophobie, “Que sais-je?” Presses Universitaires de France, junio de 2000. (traducción al español: Homofobia, Ed. Bellaterra, Barcelona 2001.
- Amours égales? Le Pacs, les homosexuels et la gauche, (con Pierre Lascoumes), La Découverte, 2002.
- Lutter contre les discriminations (trabajo colectivo bajo su dirección) La Découverte, avril 2003.
- La liberté sexuelle (trabajo colectivo bajo la dirección de Danièle Lochak y Daniel Borrillo), Presses Universitaires de France, París 2005.
- L’homosexualité de Platon à Foucault. Anthologie critique, (con D. Colas), Plon, París, 2005.
- Homosexuels quels droits? Prólogo de Jack Lang, Dalloz, col. «A savoir», París, 2007.
- Halde: Actions, limites et enjeux, (trabajo colectivo bajo la supervisión de D. Borrillo) La Documentation Française, París 2007.
- Homosexualité et discrimination en droit privé (con Thomas Formond), La Documentation Française, Paris, 2007.
- Le droit des sexualités, PUF, "Les Voies du droit", París, 2009.